# غده مجرای ادرار
غده‌های مجرای ادرار یا غده‌های پیرامجرای ادرار (که همچنین به غدد لیتره (Littré) از الکسیس لیتره) نامیده می‌شود، غددی هستند که از دیواره مجرای ادرار پستانداران منشعب می‌شوند. این غدد مخاطی ترشح می‌کنند و بیشترین تعداد آنها در بخشی از مجرای ادرار است که از آلت تناسلی می‌گذرد. غدد مجرای ادرار یک ترشح کلوئیدی دارای گلیکوزامینوگلیکان تولید می‌کنند. این ترشح از بافت پوششی در برابر ادرار محافظت می‌کند.
التهاب پیشاب‌راه درمان‌نشده می‌تواند سبب عفونت غدد مجرای ادرار شود که به نوبه خود می‌تواند سبب ایجاد تنگی مجرای ادرار شود.